# Salpornis
Salpornis Gray, 1847 è un genere di uccelli Passeriformes della famiglia Certhiidae.

## Etimologia
Il nome scientifico del genere, Salpornis, deriva dall'unione delle parole greche σαλπιγκτης (salpinktēs, "trombettiere", ma anche un uccellino non meglio identificato descritto da alcuni autori classici greci, probabilmente lo scricciolo) e ορνις (ornis, "uccello").

## Descrizione

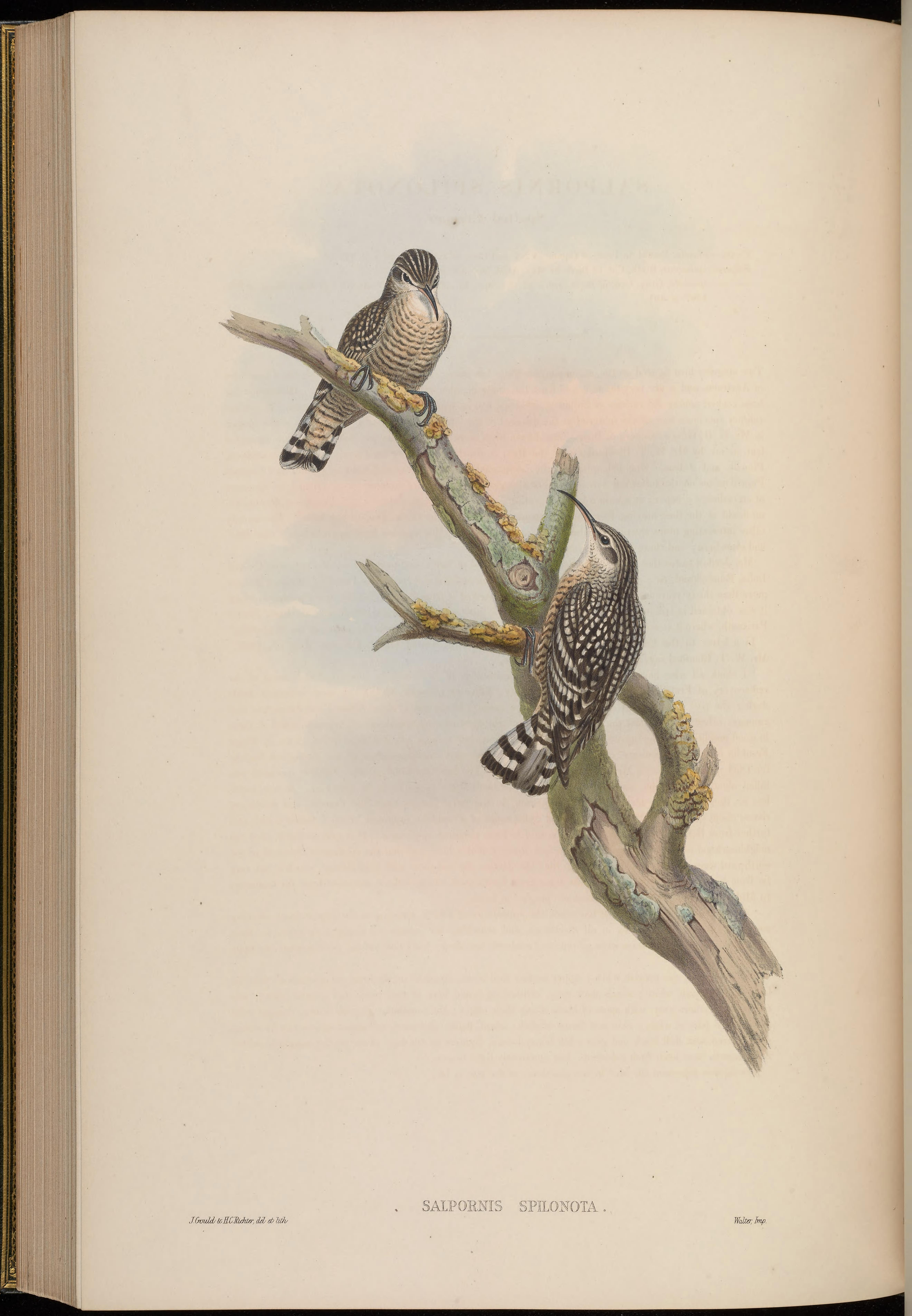
S. spilonotus.

Si tratta di uccelli dall'aspetto paffuto e arrotondato, muniti di grossa testa che appare direttamente incassata nel torso, ali appuntite, coda corta e squadrata, becco sottile e allungato ricurvo verso il basso e forti zampe con lunghi artigli ricurvi.

Il piumaggio è piuttosto sobrio e mimetico, bruno-grigiastro maculato di bianco sulle singole penne a dare un effetto variegato, con area ventrale più chiara.

## Biologia
Si tratta di uccelli diurni e tendenzialmente solitari, che passano la maggior parte della giornata alla ricerca di cibo (rappresentato da insetti, ragni e larve) fra i rami e i tronchi degli alberi: pur utilizzando il becco come sonda e le forti unghie come ramponi per percorrere velocemente la corteccia, gli uccelli del genere Salpornis non utilizzano la coda come supporto come fanno i rampichini.
Monogami, questi uccelli nidificano ale giunture dei rami, con la femmina che cova da sola, ma viene aiutata dal maschio nell'allevamento della prole.

## Distribuzione e habitat
Le due specie abitano una (il rampichino indiano) il centro-nord del subcontinente indiano, e l'altra (il rampichino africano) l'Africa subsahariana: entrambe abitano i boschi decidui umidi.

## Tassonomia
Al genere vengono ascritte due specie:
Famiglia Certhiidae
- Genere Salpornis
  - Salpornis spilonota (Franklin, 1831) - rampichino indiano
  - Salpornis salvadori (Barboza du Bocage, 1878) - rampichino africano

La sistematica del genere è piuttosto enigmatica, sia a livello di rapporti interspecifici (in passato le due specie venivano accorpate in S. spilonotus, ma le differenze a livello genetico, di livrea e di richiami hanno fatto propendere gli studiosi per una loro separazione) che rispetto agli altri Certhioidea, con alcuni studiosi che accorperebbero questi uccelli ai Sittidae o ai Tichodromidae, piuttosto che ai Certhiidae.